# Compus de opt octaedre cu libertate de rotație
În geometrie compusul de opt octaedre cu libertate de rotație este un compus poliedric uniform realizat dintr-un aranjament simetric de 8 octaedre, considerate ca antiprisme triunghiulare.
Are indicele de compus uniform UC11.

## Construcție
Poate fi construit prin suprapunerea a opt octaedre identice și apoi rotirea lor în perechi în jurul celor patru axe care trec prin centrele a două fețe opuse ale octaedrului. Fiecare octaedru este rotit cu un unghi egal (și opus, într-o pereche) θ.
Poate fi construit prin suprapunerea a doi compuși de patru octaedre cu libertate de rotație, unul rotit cu unghiul θ, iar celălalt rotit cu unghiul −θ.
Când θ = 0, toate cele opt octaedre coincid. Când θ este de 60°, octaedrele coincid în perechi dând două copii suprapuse ale compusului de patru octaedre.

## Mărimi asociate

### Coordonate carteziene
Coordonatele carteziene ale vârfurilor acestui compus sunt toate permutările lui
{\displaystyle (\pm (1-\cos(\theta )+{\sqrt {3}}\sin(\theta )),\pm (1-\cos(\theta )-{\sqrt {3}}\sin(\theta )),\pm (1+2\cos(\theta ))).}

### Volum
Următoarea formulă pentru volum V este stabilită pentru lungimea laturilor tuturor poligoanelor (care sunt regulate) a:
{\displaystyle V={\frac {8{\sqrt {2}}}{3}}\,a^{3}\approx 3,771236~a^{3}.}

## Imagini
- Compus de opt octaedre cu libertate de rotație
- Compusul cu θ = 0°
- Compusul cu θ = 5°
- Compusul cu θ = 10°
- Compusul cu θ = 15°
- Compusul cu θ = 20°
- Compusul cu θ = 25°
- Compusul cu θ = 30°
- Compusul cu θ = 35°
- Compusul cu θ = 40°
- Compusul cu θ = 45°
- Compusul cu θ = 50°
- Compusul cu θ = 55°
- Compusul cu θ = 60°